# La catastrophe de la Martinique
La catastrophe de la Martinique è un cortometraggio del 1902 diretto da Ferdinand Zecca.

## Trama
Zecca, riproduce in questo documentario, la copia esatta della terribile catastrofe che distrusse la città di Saint-Pierre, l'8 maggio 1902

## Produzione
Zecca, in un'intervista a Francis Ambrière raccontò come aveva ricreato questo disastro: in un vasto scenario ho rappresentato la città di Saint-Pierre e sopra di esso il Monte Pelé. Con una grande vasca d'acqua, ho ricreato il mare. Quando fu tutto pronto, sistemai i miei uomini: uno di loro, nascosto dietro il Monte, doveva bruciare lo zolfo; un altro, su una scala, fuori dalla lente, stava tenendo un grande piatto, destinato a gettare il fumo sulla scena, per simulare meglio la lava; un terzo, anch'esso appollaiato su una scala, lanciava abilmente segatura che rappresentavano la pioggia di cenere; un quarto scosse la vasca per imitare le onde e, alla fine, ha affrettato il suo contenuto sul fondo dello sfondo: era l'onda di marea. C'era stato solo un incidente: Mentre stavo per girare, l'uomo che stava bruciando zolfo corse la testa sul Monte Pelé per chiedere se fosse finita. L'immagine non è stata tagliata su tutte le copie. Fortunatamente, sono stato avvisato abbastanza presto e ho facilmente riparato questa piccola disgrazia.